# Hülya Cömert
Pour les articles homonymes, voir Comert.
Hülya Cömert est une ancienne joueuse de volley-ball turque née le 8 janvier 1980 à Ankara. Elle mesure 1,88 m et jouait au poste de centrale. Elle a totalisė 30 sélections en équipe de Turquie.

## Clubs
| Club                  | De        | À         |
| --------------------- | --------- | --------- |
| Ankara Vakıfbank      | 1998-1999 | 1999-2000 |
| 75.Yıl Deniz Nakliyat | 2000-2001 | 2000-2001 |
| İller Bankası Ankara  | 2002-2003 | 2005-2006 |
| Beşiktaş İstanbul     | 2006-2007 | 2006-2007 |
| Marmaris Belediye     | 2007-2008 | 2007-2008 |
| Ereğli Belediye       | 2008-2009 | 2008-2009 |
| Pursaklar Belediyesi  | 2009-2010 | 2010-2011 |
| Çankaya Belediye      | 2011-2012 | 2011-2012 |